# Doi Degeaba
Doi Degeaba este un serial de animație românesc independent, difuzat exclusiv pe platforma YouTube. Serialul îi are în prim-plan pe doi studenți, Orlando și Inocențiu, și explorează într-un mod satiric și caricatural viața de student în România. Cunoscut pentru umorul său acid, limbajul colocvial și abordarea fără menajamente a realităților sociale, „Doi Degeaba” a devenit un fenomen cultural în rândul tinerilor români.

## Istoric
Canalul de YouTube Doi Degeaba a fost creat pe 25 ianuarie 2015, iar primul videoclip a fost publicat la doar câteva zile, având ca temă sesiunea de examene universitare. Serialul a fost fondat de Orlando și Inocențiu, două personaje fictive care devin rapid figuri emblematice ale studenției românești.
Serialul a apărut ca o reacție creativă la rutina, absurditățile și provocările vieții în căminele universitare. Creatorii, ale căror identități reale sunt păstrate anonime, sunt considerați pionieri ai animației independente în România, dezvoltând serialul complet in-house, de la scenariu și voce, până la animație și montaj.
În anul 2019, creatorii Doi Degeaba au fost invitați să participe la emisiunea de televiziune IUmor, difuzată de Antena 1. Aceștia au prezentat un moment de roast animat, fiind primele personaje de desene animate care au apărut pe scena emisiunii. Prestația lor a fost apreciată de juriu și public, fiind considerați o prezență inedită și inovatoare în cadrul show-ului. În urma voturilor telespectatorilor, Doi Degeaba au fost trimiși direct în finala celui de-al șaselea sezon al emisiunii.

## Format și stil
Episoadele sunt scurte, variind între 3 și 12 minute, și sunt caracterizate de:
- Animație 2D minimalistă – cu accent pe expresivitatea personajelor.

- Dialoguri realiste – adesea presărate cu regionalisme, jargon universitar și umor absurd.

- Umor nefiltrat – teme controversate, sarcasm, ironie și satiră socială.

- Serialul combină influențe din cultura pop românească și occidentală. Asemănările stilistice cu seriale precum South Park, Rick and Morty sau Family Guy sunt vizibile, însă păstrează un puternic specific local.

## Personaje principale

### Orlando
Orlando este unul dintre protagoniștii serialului, reprezentând tipul studentului deziluzionat, sarcastic și extrem de vocal. Este inteligent, dar preferă să își investească energia în ironie și critici sociale decât în studii. Are un simț al umorului acid, fiind adesea vocea care ridiculizează absurdul sistemului educațional și al societății românești în general. Este genul de personaj care se declară „degeaba” nu din lipsă de capacitate, ci dintr-un dezgust față de oportunitățile limitate ale mediului în care trăiește. Uneori, deși pare cinic până la os, reușește să exprime adevăruri incomode într-un mod surprinzător de profund. Însă, Orlando nu este doar un critic: el devine și un catalizator al acțiunilor în serial, determinând adesea conflictele și interacțiunile cu ceilalți.

### Inocențiu
Inocențiu este colegul de cameră și celălalt protagonist al serialului, opusul lui Orlando din aproape toate punctele de vedere. Este naiv, visător și adesea deconectat de la realitate, dar într-un mod simpatic și autentic. Deși adesea pare că trăiește într-o lume paralelă, Inocențiu reușește să aducă o doză de optimism în universul sumbru al serialului. Este în continuare speranța într-o lume care pare să fi uitat ce înseamnă să ai idealuri. Contrastul său cu Orlando produce dinamica principală a serialului, având o influență pozitivă asupra narativului. În timp ce Orlando se concentrează pe defectele lumii, Inocențiu încă mai caută partea bună, iar acest contrast duce la momente de comedie, dar și la reflecții mai adânci. Este tipul de personaj care, chiar și în fața greutăților, își păstrează un strop de visare și o inocență rară în mijlocul unei realități dure.

## Tematica
Serialul Doi Degeaba explorează în mod critic și realist viața din căminul studențesc și frustrările administrative asociate cu viața universitară din România. Temele legate de examene, sesiuni și corupția din educație sunt prezentate într-o manieră care reflectă realitățile sistemului, subliniind absurdul și dificultățile cu care se confruntă studenții. Relațiile dintre studenți sunt uneori tensionate, dar adesea caracterizate de solidaritate sau de umor ca modalitate de a face față provocărilor zilnice. Mai mult decât atât, serialul nu se limitează doar la viața academică, abordând și probleme sociale grave, precum sărăcia, migrarea tinerilor din România în căutarea unor oportunități mai bune, dar și lipsa unor perspective clare pentru viitor. De asemenea, politica și birocrația românească sunt prezentate ca obstacole în calea progresului și a schimbării, accentuând dificultățile cu care tinerii se confruntă în încercarea lor de a naviga printr-un sistem defectuos. Serialul reușește astfel să ofere o perspectivă autentică asupra condiției tinerilor din România, fără a idealiza vreun aspect, fiind o reflexie dură a unei societăți aflate într-o continuă schimbare.

## Popularitate, impact și interacțiunea cu fanii
Canalul Doi Degeaba de pe YouTube, care până în aprilie 2025 a adunat peste 1,14 milioane de abonați și mai mult de 270 de milioane de vizualizări, este unul dintre cele mai populare proiecte de animație din România. Creatorii serialului au reușit să atragă o comunitate activă de fani printr-o serie de inițiative inovatoare, precum podcasturi animate, clipuri tematice despre BAC, sesiuni, chirii, locuri de muncă și merchandising cu personaje celebre din serial. De asemenea, au organizat evenimente live cu proiecții și Q&A-uri, unde fanii au avut ocazia de a interacționa direct cu creatorii. Aceste sesiuni de întrebări și răspunsuri au avut un impact major în consolidarea legăturii cu publicul și în atragerea unor noi spectatori. În plus, serialul a lansat și proiecte paralele, cum ar fi Cunoaște Căminul, un proiect realizat în colaborare cu Uniunea Studenților din România, care explorează viața în căminele studențești, dar într-un mod mai real și mai autentic.
Pe lângă aceste inițiative, serialul a lansat și Două Degeaba, un spin-off care își propune să fie o versiune a serialului principal, dar cu două noi personaje feminine, Gina și Ralu, care reflectă o perspectivă diferită asupra studenției și a provocărilor cotidiene. În plus, creatorii au implementat și giveaway-uri pentru a recompensa fanii dedicați și pentru a stimula implicarea acestora. Aceste diverse activități și proiecte paralele au contribuit la succesul serialului și la crearea unei comunități unite și dedicate, transformând Doi Degeaba într-un fenomen cultural ce reflectă realitățile și umorul tineretului românesc.

## Critici
Serialul Doi Degeaba a fost lăudat pentru originalitatea sa în peisajul digital românesc, autenticitatea și capacitatea de a se identifica cu publicul țintă, fiind apreciat pentru abilitatea de a ridiculiza probleme serioase într-un mod accesibil și cu umor negru. Aceasta i-a adus un număr semnificativ de fani și i-a consolidat statutul de fenomen cultural. Totuși, serialul a fost și criticat pentru limbajul vulgar și temele controversate abordate, ce nu sunt pe placul unor spectatori, dar și pentru lipsa filtrelor morale în prezentarea anumitor subiecte. În plus, stilul grafic minimalist, considerat de unii „nefinisat”, a fost un alt punct de dispută, fiind văzut de unii ca o alegere artistică deliberată, iar de alții ca o limitare tehnică.